# Vaugirard (metropolitana di Parigi)
Vaugirard è una stazione della linea 12 della metropolitana di Parigi.

## La stazione
Il nome dato alla stazione ricorda Adolphe Chérioux ex sindaco dell'arrondissement.
La stazione, pur non essendo interconnessa con altre linee della Metropolitana, ospita un'edicola di giornali ed un negozio di abbigliamento.

### Accessi
Uscite su rue de Vaugirard all'altezza del municipio del XV arrondissement.

## Interscambi
- Bus RATP - 39,70, 80, 88
- Noctilien - N13, N62